# Норт-Адамс (Массачусетс)
Норт-Адамс (англ. North Adams) — місто (англ. city) в США, в окрузі Беркшир штату Массачусетс. Населення — 12 961 особа (2020).

## Географія
Норт-Адамс розташований за координатами 42°40′32″ пн. ш. 73°7′5″ зх. д. / 42.67556° пн. ш. 73.11806° зх. д. (42.675549, -73.118108). За даними Бюро перепису населення США в 2010 році місто мало площу 53,39 км², з яких 52,69 км² — суходіл та 0,70 км² — водойми.

## Демографія
Згідно з переписом 2010 року, у місті мешкало 13 708 осіб у 5868 домогосподарствах у складі 3210 родин. Густота населення становила 257 осіб/км². Було 6752 помешкання (126/км²).
Расовий склад населення:
| - 93,0 % — білих - 2,3 % — чорних або афроамериканців - 0,7 % — азіатів - 0,3 % — корінних американців - 0,1 % — вихідців з тихоокеанських островів - 1,1 % — осіб інших рас |

До двох чи більше рас належало 2,6 %. Частка іспаномовних становила 3,5 % від усіх жителів.
За віковим діапазоном населення розподілялося таким чином: 19,1 % — особи молодші 18 років, 64,3 % — особи у віці 18—64 років, 16,6 % — особи у віці 65 років та старші. Медіана віку мешканця становила 38,9 року. На 100 осіб жіночої статі у місті припадало 88,8 чоловіків; на 100 жінок у віці від 18 років та старших — 86,1 чоловіків також старших 18 років.
Середній дохід на одне домашнє господарство становив 49 273 долари США (медіана — 38 490), а середній дохід на одну сім'ю — 61 118 доларів (медіана — 51 758). Медіана доходів становила 42 008 доларів для чоловіків та 34 593 долари для жінок. За межею бідності перебувало 18,5 % осіб, у тому числі 29,7 % дітей у віці до 18 років та 13,6 % осіб у віці 65 років та старших.
Цивільне працевлаштоване населення становило 6017 осіб. Основні галузі зайнятості: освіта, охорона здоров'я та соціальна допомога — 33,8 %, роздрібна торгівля — 12,1 %, науковці, спеціалісти, менеджери — 11,6 %.

## Персоналії
- Френк Вінсент (1937—2017) — американський актор.